# Pectinivalva funeralis
Pectinivalva funeralis là một loài bướm đêm thuộc họ Nepticulidae. Nó được tìm thấy dọc theo tây nam bờ biển của New South Wales.
Sải cánh dài 5-5.2 mm đối với con đực.
The host plant is unknown, but probably a Myrtaceae species. Chúng có thể ăn lá nơi chúng làm tổ.